# Feldmaršal (Avstro-Ogrska)
Feldmaršal (izvirno nemško Feldmarschall, madžarsko Tábornagy; kratica FM) je bil najvišji generalski čin, ki pa je bil podeljen samo za vojne zasluge. Nadrejen je bil činu Feldzeugmeistra (do 1915) oz. činu generalpolkovnika (1915-1918).
Čin je spadal v I. činovni razred (Rangklasse I.).

## Oznaka
Oznaka čina je bila naovratna oznaka, sestavljane iz stiliziranih treh hrastovih listov, pritrjenih na en 33 mm široko zlato vezano podlago.

## Seznam feldmaršalov Avstro-Ogrske
- 8. december 1914 – nadvojvoda Friedrich Avstrijski (1856–1936)
- 23. november 1916 – nadvojvoda Evgen Avstrijski (1863–1954)
- 25. november 1916 – Franz Graf Conrad von Hötzendorf (1852–1925)
- 5. november 1917 – Hermann Kövess von Kövessháza (1854–1924)
- 5. november 1917 – Alexander Freiherr von Krobatin (1849–1933)
- 30. januar 1918 – Franz Freiherr Rohr von Denta (1854–1927)
- 31. januar 1918 – Eduard Freiherr von Böhm-Ermolli (1856–1941)
- 1. februar 1918 – Svetozar Borojević von Bojna (1856–1920)
- 24. oktober 1918 – nadvojvoda Jožef Avgust Avstrijski (1872–1962)